# Коррупция в Китае

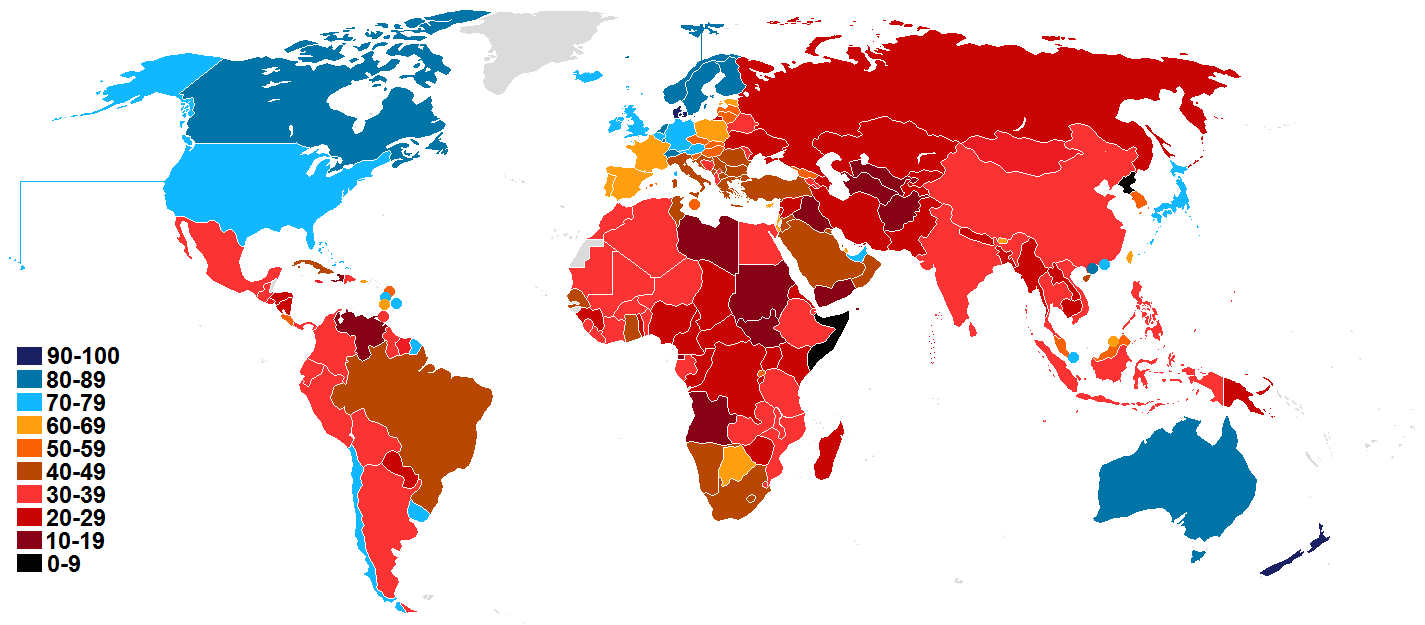
Индекс восприятия коррупции 2014

Коррупция в Китае после 1949 года представляет собой злоупотребление политической властью в личных целях, как правило, членами Коммунистической партии Китая (КПК), обладающих большей частью власти в стране. Коррупция является значительной проблемой в Китае, затрагивая все аспекты государственного управления, правоохранительных органов, здравоохранения и образования. С момента начала экономических реформ в Китае коррупцию связывают с «организационной инволюцией», вызванной реформами по либерализации рынка, инициированными Дэн Сяопином. Как и в других социалистических странах, проводивших экономические реформы, таких как страны постсоветского пространства, в Китае эпохи реформ наблюдался растущий уровень коррупции.
В Индексе восприятия коррупции за 2021 год, составленном Transparency International, Китай набрал 45 баллов из 100 и занял 66 место из 180 стран, где последнее место принадлежит самой коррумпированной стране. В 2012 г. (наиболее раннем периоде для сравнения), показатель Китая в ИВК составлял 39 баллов. Общественные опросы с конца 1980-х годов показали, что коррупция является одной из главных проблем широкой общественности. По словам Яна Суна, адъюнкт-профессора политических наук Городского университета Нью-Йорка, именно кадровая коррупция, а не требование демократии как таковой, лежала в основе социального недовольства, приведшего к событиям на площади Тяньаньмэнь в 1989 года. Коррупция подрывает легитимность КПК, усугубляет экономическое неравенство, подрывает окружающую среду и подпитывает социальные волнения.
После протестов и резни на площади Тяньаньмэнь коррупция в Китае так и не замедлилась, несмотря на введение больших экономических свобод, а вместо этого стала более укоренившейся и жестокой по своему характеру и масштабам. В частности, деловые сделки в Китае часто связаны с коррупцией. В общественном мнении нечестных чиновников КПК больше, чем честных, что противоречит взглядам, существовавшим в первое десятилетие реформ 1980-х годов. Китайский специалист Миньсинь Пей утверждает, что неспособность сдержать широко распространенную коррупцию является одной из самых серьёзных угроз будущей экономической и политической стабильности Китая. По его оценке, взяточничество, откаты, воровство и растрата государственных средств обходятся не менее чем в три процента ВВП.
Кадровая коррупция в Китае привлекла значительное внимание средств массовой информации после того, как генеральный секретарь ЦК КПК Си Цзиньпин объявил о своей противоречивой антикоррупционной кампании после 18-го Всекитайского съезда КПК, состоявшегося в ноябре 2012 года. Многие высокопоставленные правительственные и военные чиновники были обвинены в коррупции в ходе этой кампании. Вопреки распространенному мифу, расстрелы за коррупцию в Китае достаточно редки: хотя смертные приговоры по коррупции и выносятся, почти всегда они идут с двухлетней отсрочкой, по истечении которой казнь почти всегда заменяется на пожизненное заключение или лишение свободы на 25 лет, если приговоренный деятельно раскаялся.

## История

### Императорский Китай
Распространение коррупции в традиционном Китае часто связано с конфуцианской концепцией жэньчжи (кит. упр. 人治, пиньинь rénzhì — власть народа) в отличие от законнического «верховенства закона» (кит. упр. 法治, пиньинь Fǎzhì). Прибыль презиралась как занятие подлых людей, а истинные конфуцианцы должны были руководствоваться в своих действиях нравственным принципом справедливости (кит. упр. 义;義, пиньинь yì). Таким образом, все отношения основывались исключительно на взаимном доверии и уместности. Такая нравственная прямота могла быть развита только среди меньшинства. Знаменитая попытка Ван Аньши институционализировать денежные отношения государства, тем самым снижая коррупцию, были встречены резкой критикой со стороны конфуцианской элиты. В результате коррупция продолжала иметь широкое распространение как при дворе (например, при Вэй Чжунсяне и Хэшэне), так и среди местных элит, и стала одной из объектов критики в романе «Цветы сливы в золотой вазе». Другой вид коррупции возник в Танском Китае, развившийся в связи с имперской системой экзаменов.
В конце правления династии Мин активная международная торговля привела к притоку серебра в Китай, обогащая торговцев и став мишенью для правительственных чиновников. В начале 1600-х годов такие литературные произведения, как «Книга мошенничества», создали типологии мошенничества, включая такие категории, как «прислужники правительства» и «коррупция в образовании».

### Республиканская эпоха
Широко распространённая коррупция Гоминьдана, Китайской националистической партии, часто считается важным компонентом поражения Гоминьдана коммунистической Народно-освободительной армии. Хотя националистическая армия изначально была лучше оснащена и имела превосходящую численность, коррупция Гоминьдана подорвала её популярность, ограничила базу её поддержки и помогла коммунистам в их пропагандистской войне.

### Китайская Народная Республика
Официальные откаты и коррупция имели место как на индивидуальном уровне, так и на уровне подразделений с момента основания КНР. Первоначально эта практика во многом была связана с системой данвэй (кит. упр. 单位, кит. трад. 單位, пиньинь dān wèi — единица), продуктом коммунистических органов военного времени. В КНР реформы Дэн Сяопина подверглись резкой критике за то, что коррупция стала «платой» за экономическое развитие. Однако коррупция во время правления Мао Цзэдуна также существовала.
Появление частного сектора в государственной экономике в постмаоистском Китае соблазнило членов КПК злоупотреблять своей властью на государственных постах. Мощные экономические рычаги в руках элиты выдвинули сыновей некоторых партийных чиновников на самые прибыльные должности. За это КПК была названа «партией красных принцев» (кит. упр. 太子党, пиньинь taizidang), делая отсылку на кумовскую коррупцию в некоторые периоды имперского Китая. Родственники нескольких видных политических лидеров заработали большое личное состояние в бизнесе, в том числе родственники бывшего премьер-министра Вэнь Цзябао, нынешнего генерального секретаря КПК Си Цзиньпина и бывшего главы Чунцинского горкома партии Бо Силая. Борьба с коррупцией в КПК была одной из целей протестов на площади Тяньаньмэнь в 1989 году.
Режим в Китае, предполагающий отсутствие политической оппозиции, создаёт возможности для кадров использовать и контролировать быстрый рост экономических возможностей. В то время как стимулы к коррупции растут, эффективные противодействующие силы отсутствуют.
В Китае широко распространена как структурная, так и неструктурная коррупция. Неструктурная коррупция существует во всём мире и относится ко всем видам деятельности, которые можно чётко определить как «незаконные» или «преступные», в основном включая различные формы взяточничества: растрату средств, вымогательство и т. д. Структурная коррупция возникает в результате конкретной экономической и политической конструкции. Такую форму трудно искоренить без изменения самой государственной системы.
Слабые государственные институты обвиняют в усугублении коррупции в Китае эпохи реформ. Исследователи новых левых в Китае критикуют правительство за очевидную «слепую веру» в рынок, и особенно за ослабление его власти и потерю контроля над местными агентствами и агентами с 1992 года. Другие также видят тесную связь между институциональным упадком и ростом коррупции. По словам Люй Сяобо, доцента политологии в Барнардского колледжа, коррупция в Китае является результатом неспособности партии поддерживать дисциплинированный и эффективный административный корпус. Эпохи реформ в Китае также имела благоприятные факторы: государственным органам были предоставлены регулирующие полномочия без институциональных ограничений, что позволило им использовать новые возможности для получения прибыли от быстрого роста бизнеса и экономики. Это происходило как на ведомственном, так и на индивидуальном уровне. Коррупция здесь является частью дилеммы, с которой сталкивается любое реформирующееся социалистическое государство, где государство должно играть активную роль в создании и регулировании рынков, в то время как его собственное вмешательство ложится дополнительным бременем на административные бюджеты. Вместо того, чтобы уменьшить размер своего бюрократического аппарата и, следовательно, возможности для коррупции, его вынуждают расширяться дальше, результатом чего становятся чиновники наживающиеся на регулировании властями различных сфер государства, «поиске ренты».
Однако не все формы коррупции вышли из-под контроля. Исследование Yuen Yuen Ang показывает, что, взяточничество резко возросло с 2000-х годов, но другие «хищнические» формы коррупции, такие как растрата средств и нецелевое использование государственных средств, одновременно сократились. Кроме того, методы взяточничества стали более изощрёнными.
В 2010 году Ли Цзиньхуа, заместитель председателя Народного политического консультативного совета Китая (НПКСК) и бывший многолетний генеральный аудитор Государственного контрольно-ревизионного управления, призывал в онлайн-трансляции государственной газеты «Жэньминь жибао» к совершенствованию юридических структур и усилению надзора за деловыми отношениями чиновников и их детей. Он заявил, что быстрорастущее богатство детей и членов семей коммунистических чиновников «это то, чем общественность больше всего недовольна».
Согласно расследованию, проведенному в январе 2014 года Международным консорциумом журналистов-расследователей, более десятка членов семей высших политических и военных лидеров Китая связаны с офшорными компаниями, базирующимися на Британских Виргинских островах. В отчёте показано, что шурин нынешнего лидера Китая Си Цзиньпина и зять бывшего премьер-министра Вэня Цзябао входят в число тех, кто использует офшорные финансовые убежища, чтобы уклоняться от уплаты налогов и переводить деньги за границу. Проект «Золотой щит» заблокировал иностранные ресурсы, сообщившие о скандале.
Среди целей антикоррупционной кампании, продолжающейся с 2012 года, числится Яо Ган, заместитель председателя Комиссии по регулированию ценных бумаг Китая, главного регулятора безопасности Китая. В ноябре 2015 года антикоррупционное агентство Коммунистической партии Китая расследовало его дело после того, как обвал фондового рынка Китая потряс мировые рынки.
Индекс восприятия коррупции за 2021 год, составленный Transparency International, впервые за долгое время показал снижение уровня коррупции в Китае.
Исследование, проведенное в 2022 году исследователями из Университета Наварры и Манчестерского университета, показало, что определенные формы коррупции усилились во время правления Си Цзиньпина.

## Общественное мнение
Опросы общественного мнения официальных лиц КПК и граждан Китая за последние годы показывают, что коррупция является одной из главных проблем китайского общества. Каждый год исследователи из Центральной партийной школы, органа КПК, занимающегося подготовкой чиновников высшего и среднего звена, опрашивают более 100 чиновников в школе. В период с 1999 по 2004 год респонденты оценивали коррупцию либо как самую серьёзную, либо как вторую по серьёзности социальную проблему. Точно так же в конце 2006 года Исследовательский центр развития Государственного совета КНР попросил 4586 руководителей предприятий (87% в негосударственных компаниях) оценить своих местных чиновников с точки зрения честности. Почти четверть сказали, что их местные чиновники были «плохими», а 12% сказали, что они «очень плохие».
В коммерческой среде коррупция может быть преобладающей, потому что многие сотрудники не лояльны к своим работодателям, считая себя в первую очередь «свободными предпринимателями». Они используют своих работодателей как способ заработать деньги, как для себя, так и для своего «гуаньси». Императив сохранения этого социального круга благ рассматривается как основная цель для многих, вовлечённых в коррупцию.
Официальная коррупция является одной из самых больших претензий населения к китайскому режиму. В современном Китае взяточничество настолько укоренилось, что одному партийному секретарю в бедном округе неоднократно угрожали смертью за то, что он отказался от взяток на сумму более 600 тысяч юаней во время своего пребывания в должности. В 1994 году в другой район, официально обозначенный как «бедный», делегация Продовольственной и сельскохозяйственной организации ООН прибыла на конференцию по развитию, но, увидев ряды импортных роскошных автомобилей возле места проведения конференции, спросила местных чиновников: «Вы действительно бедны?». Онлайн-опрос общественного мнения, проведенный «Жэньминь жибао» в 2010 году, показал, что 91% респондентов считают, что все богатые семьи в Китае имеют политическое прошлое.
Часть жителей Китая считают высокий уровень коррупции в стране результатом политической системы, в которой государственные служащие не избираются широкой общественностью.

## Значение
В широком смысле в Китае распространены три типа коррупции: взяточничество, рентоориентированное поведение и пребендализм.
Взяточничество является наиболее распространенным и относится к взяткам, незаконным откатам, растрате и краже государственных средств. Взяточничество означает некую ценность, переданную или полученную государственными должностными лицами в нечестных или незаконных целях. В их число входят должностные лица, тратящие государственные средства в своих интересах.
Ренториентированное поведение относится ко всем формам коррупционного поведения людей, обладающих монополистской властью. Государственные чиновники, предоставляя своим клиентам лицензию или монополию, получают «ренту» — дополнительный заработок в результате ограниченного рынка. Погоня за рентой происходит, когда чиновники предоставляют её тем, кто им полезен, что сродни кумовству. В случае с Китаем государственные служащие являются как производителями ренты, так и её соискателями, создающими возможности для получения ренты для других и ищущими такие возможности для собственной выгоды. Ренториентированное поведение может включать в себя спекуляции со стороны должностных лиц или официальных фирм, а также вымогательство в виде незаконных поборов.
Пребендалисткая система возникает, когда занимающие государственные должности люди получают привилегии за свою должность. Контроль над офисом даёт владельцу право на арендную плату или платежи за реальную или фиктивную деятельность, а организации превращаются из мест работы в «банки ресурсов», где отдельные лица и группы преследуют свои собственные интересы. Пребендалисткая коррупция не обязательно связана с получением денежной выгоды, но может включать узурпацию официальных привилегий, закулисные сделки, клиентелизм и кумовство.
Коррупция в КНР развивалась по двум основным направлениям. В первом случае коррупция принимает форму якобы законных официальных расходов, но на самом деле является расточительной и направленной на частную выгоду. Например, всё большее число органов местного самоуправления строят массивные административно-офисные здания, напоминающие роскошные особняки. В то же время многие коррумпированные чиновники местного уровня превратили свои юрисдикции в виртуальные «мафиозные государства», где они вступают в незаконные сговоры с криминальными элементами и сомнительными бизнесменами.
В то время как государство и его бюрократы стали основными игроками в экономике Китая эпохи реформ, возникли новые интересы и зоны концентрации экономической власти без законных каналов между администраторами и предпринимателями.  Отсутствие регулирования и надзора привело к тому, что эти роли чётко не разграничены. Незаконные предприятия «гуаньдао», созданные сетями бюрократов и предпринимателей, могут расти, работая за фасадом государственного учреждения или государственного предприятия, в сфере, не являющейся полностью государственной или частной.
НОАК также стала крупным экономическим игроком и одновременно участником крупномасштабной и мелкой коррупции. По словам Майкла Джонстона, профессора политологии Университета Колгейт в Гамильтоне, непоследовательная налоговая политика, а также политизированная и плохо организованная банковская система создают широкие возможности для фаворитизма, откатов и «прямого воровства».
Коррупция также принимает форму сговора между чиновниками КПК и преступными группировками. Часто скрываясь внутри законных предприятий, банды проникали в государственные учреждения и тесно сотрудничали с полицией. The Telegraph цитирует слова сотрудника государственной компании: «На самом деле, полицейские участки в Чунцине были фактически центром проституции, азартных игр и рэкета наркотиков. Время от времени они задерживали гангстеров, а иногда отправляли их в тюрьму, но гангстеры описали это как выезд на праздник. Полиция и мафия были приятелями». По данным газеты, в некоторых случаях невиновные были зарублены бродячими бандами, присутствие которых было разрешено официальными лицами режима.
Некоторые официальные лица также были замешаны в торговле людьми в целях сексуальной эксплуатации в Китае.

### Жильё
Жилищный бум в Китае и смещение политики центрального правительства в сторону социального жилья предоставляют чиновникам больше возможностей для хищения собственности в личных целях. Financial Times приводит ряд публичных скандалов с участием местных чиновников в 2010 году: например, в провинции на востоке Китая комплекс из 3500 квартир, отведенных под социальное жилье в Жичжао, провинции Шаньдун, был продан местным чиновникам по ценам на 30-50% ниже рыночных. В Мейсяне, провинции Шэньси, около 80% первого городского социального жилья, названного Urban Beautiful Scenery, досталось местным чиновникам. В Синьчжоу, той же провинции Шаньси, новый комплекс из 1578 квартир, включенный в список местного правительства для социального жилья, был почти полностью зарезервирован для местных чиновников, многие из которых были «перепроданы» для получения чистой прибыли ещё до завершения строительства.

## Влияние
Вопрос о том, являются ли последствия коррупции в Китае исключительно отрицательными или положительными, является предметом споров. Коррупция вредна тем, что отдаёт предпочтение самым недобросовестным, а не эффективным. Это также создает барьеры входа на рынок для тех, у кого нет таких связей. Взятки также являются неэффективным направлением ресурсов на расточительные или некачественные проекты. Кроме того, доходы от незаконных операций обычно отправляются на счета в иностранных банках, что приводит к оттоку капитала из Китая.
Пагубные последствия коррупции были подробно задокументированы в отчёте Миньсина Пея. Количество денег, вовлеченных в коррупционные скандалы, резко возросло с 1980-х годов, и теперь коррупция в большей степени сконцентрирована в секторах, контролируемых государством. К ним относятся инфраструктурные проекты, недвижимость, государственные закупки и финансовые услуги. По оценкам Пей, объём коррупции может достигать 86 миллиардов долларов в год.
Коррупция в Китае также наносит ущерб западным бизнес-интересам, в частности иностранным инвесторам. Они рискуют правами человека, экологическими и финансовыми обязательствами, в то же время вступая в борьбу с конкурентами, которые используют незаконные методы, чтобы выиграть в соперничестве бизнесов. В долгосрочной перспективе коррупция имеет «взрывные последствия», в том числе увеличение неравенства доходов внутри городов, между городским населением и деревенским, а также создание нового, весьма заметного класса «социалистических миллионеров», что ещё больше разжигает недовольство граждан.
Некоторые коррупционные скандалы пагубно сказывались на простых граждан, как в случае с деревней Хэван в провинции Цзянсу, где было нанято 200 головорезов, чтобы напасть на местных фермеров и заставить их покинуть их землю, чтобы партийные функционеры могли построить нефтехимический завод. Позже за это был арестован Сунь Сяоцзюнь, партийный руководитель деревни Хэван, а один из фермеров умер. Чиновники также нанимали киллеров или атаковали своих соперников кислотой. В августе 2009 года бывший директор бюро связи в Хэгане, провинции Хэйлунцзян, который нанял киллеров для убийства своего преемника, якобы из-за неблагодарности последнего, был приговорён к смертной казни.
С другой стороны, некоторыми исследователями утверждается, что коррупция может приносить пользу, и поэтому антикоррупционные усилия осуждаются ими по трём причинам: искоренение коррупции может привести к чрезмерной осторожности; коррупция может «расслаблять» бюрократию и облегчать коммерческие обмены; коррупция является необходимым компромиссом и неизбежной частью процесса реформ и открытости. Такие исследователи утверждают, что коррупция помогает распределять власть среди чиновников, возможно, даже способствуя возникновению «новой системы» и выступая в качестве движущей силы реформ.
Иное мнение о коррупции в Китае заключается в том, что коррупцию не следует понимать упрощённо как «хорошую» или «плохую». Политолог Юэн Юэн Анг утверждает, что всякая коррупция вредна, но разные виды коррупции вредят по-разному. Определяющим типом коррупции в Китае, по её словам, является «доступ к деньгам», обменная коррупция среди элит (например, массовое взяточничество). Она сравнивает такую коррупцию со стероидами: «Стероиды известны как «стимулирующие рост препараты», но они имеют серьезные побочные эффекты». В интервью The Diplomat Анг заявил: «Правильный способ понять экономику Китая состоит в том, что это не просто быстрорастущая экономика, но также несбалансированная и неравномерная экономика. Это отражает распространенность доступа к деньгам».

## Меры противодействия
КПК приняла меры по борьбе с коррупцией, создав законы и агентства, целью которых является уменьшение коррупции. Эффективность таких антикоррупционных мер под вопросом.
В 2004 году КПК разработала строгие правила для должностных лиц, занимающих места в бизнесе и на предприятиях. Центральная комиссия по проверке дисциплины и Организационный отдел Коммунистической партии Китая выпустили совместный циркуляр, предписывающий комитетам КПК, правительствам и связанным с ними ведомствам на всех уровнях не давать разрешения партийным и правительственным чиновникам занимать совместные должности на предприятиях. Также был принят Закон 395 о незаконном обогащении государственных служащих.
В 2007 году китайские власти создали Национальное бюро по предотвращению коррупции, основное внимание которого было сосредоточено на сборе информации и внутриведомственной координации. В отличие от Министерства надзора, прокуратуры или CCDI бюро было сосредоточено на «осуществлении превентивных мер, мониторинге передачи активов между организациями, содействии и поощрении обмена информацией между ведомствами и контроле за коррупцией в неправительственной сфере, включая частные предприятия и общественные организации». Однако отсутствие независимости Национального бюро по предотвращению коррупции означало, что его влияние на актуальную коррупцию было ограниченным.
Закон о борьбе с недобросовестной конкуренцией запрещает коммерческий подкуп, наказуемый экономическими и административными санкциями. Запрещается давать или получать взятки при продаже или покупке товаров. В случае неправомерных действий компании наказываются штрафом в размере от 10 тыс. до 200 тыс. юаней. Уголовный закон Китая запрещает передачу и получение имущества для получения неправомерной выгоды, а также подразумевает наказания, включая штрафы, конфискацию имущества, тюремное заключение или смертную казнь. Однако такие меры в значительной степени неэффективны из-за недостаточного соблюдения соответствующих законов. Кроме того, поскольку Центральная комиссия по проверке дисциплины в значительной степени работает в режиме секретности, исследователям неясно, как наказываются и наказываются ли вообще предположительно коррумпированные чиновники. Вероятность того, что коррумпированный чиновник окажется в тюрьме, составляет менее трёх процентов, что делает коррупцию высокодоходной деятельностью с низким уровнем риска. Эта мягкость наказания была одной из главных причин, по которой коррупция является такой серьезной проблемой в Китае.
В то время как масштабы и сложность коррупции возросли, антикоррупционная политика, с другой стороны, не претерпела значительных изменений. Массовые кампании в коммунистическом стиле с антикоррупционными лозунгами, моральными призывами и выставлением напоказ негодяев по-прежнему являются ключевой составляющей официальной политики КПК, как и в 1950-х годах.
В 2009 году, согласно внутренним отчетам КПК, 106 тыс. должностных лиц были признаны виновными в коррупции, что на 2,5% больше, чем в предыдущем году. Число должностных лиц, уличённых в хищении более одного миллиона юаней, за год выросло на 19%. Без надзора, со стороны НПО или независимых СМИ, коррупция процветала.
Эти усилия перемежаются случайными суровыми тюремными сроками или даже казнями для серьёзных преступников. Но правила и ценности делового и бюрократического поведения меняются, иногда противоречат друг другу и «глубоко политизированы». Во многих странах систематические меры по борьбе с коррупцией включают независимые торговые и профессиональные ассоциации, которые помогают ограничить коррупцию, обнародуя свидетельства преступлений и организуя наблюдательные группы. В Китае таких меры нет из-за методов правления КПК.
Таким образом, в то время как дисциплинарные органы КПК и органы прокуратуры производят внушительную статистику по жалобам на коррупцию, полученным от населения, лишь немногие граждане или наблюдатели считают, что борьба с коррупцией ведется систематически.
Существуют также пределы того, насколько далеко могут зайти антикоррупционные меры. Например, когда сын Ху Цзиньтао был замешан в расследовании коррупции в Намибии, китайским интернет-порталам и СМИ, контролируемым партией, было приказано не сообщать об этом.
В то же время местные лидеры прибегают к «коррупционному протекционизму», как выразился глава комиссии по проверке партийной дисциплины провинции Хунань. Чиновники препятствуют расследованию коррупции в отношении сотрудников собственных ведомств, что позволяет им избежать наказания. В некоторых случаях это вынуждало высокопоставленных чиновников формировать специальные следственные группы с одобрения центрального правительства, чтобы избежать местного сопротивления и обеспечить сотрудничество. Однако, поскольку в Китае вертикальные и горизонтальные структуры руководства часто противоречат друг другу, антикоррупционным агентствам КПК трудно расследовать взяточничество на более низких уровнях. Таким образом, цель эффективного контроля над коррупцией остается недостижимой для правящей партии и является лишь инструментом пропаганды, чтобы ввести китайскую общественность в заблуждение своими ложными обещаниями.
В статье, опубликованной в журнале Foreign Policy за декабрь 2020 года, говорилось, что десятилетия коррупции внутри КПК создали уязвимости, которыми воспользовались внешние спецслужбы, в частности Центральное разведывательное управление США. Чистки КПК под видом борьбы с коррупцией были, по крайней мере, частично мотивированы заботами контрразведки.

### Политические стимулы для борьбы с коррупцией
Резонансные дела о борьбе с коррупцией в Китае часто являются результатом фракционной борьбы за власть в КПК, поскольку чиновники используют «войну с коррупцией» как оружие против своих соперников в КПК или корпоративном мире. Чаще всего цель центрального руководства партии в борьбе с коррупцией также состоит в том, чтобы послать сигнал тем, кто перешагивает некий «неизвестно приемлемый уровень взяточничества» или слишком явно выставляет напоказ его преимущества. Другая причина — показать разгневанной публике, что КПК что-то делает для решения этой проблемы.
Во многих таких случаях происхождение антикоррупционных мер остаётся загадкой. Когда Чэнь Лянъюй был изгнан из партии, аналитики сказали, что это произошло из-за того, что он проиграл борьбу за власть с лидерами в Пекине. Чен был партийным секретарём Шанхая и членом Политбюро КПК. В 2010 году был опубликован переизданный 52-й кодекс этики Коммунистической партии Китая.

## Персоны

### Фигуранты
В известные лица, замешанные в коррупции в Китае, включают: Вана Шоусиня, Ян Биня, Чэнь Лянъюя, Цю Сяохуа (главный статистик страны, который был уволен и арестован в связи со пенсионным скандалом), Чжэн Сяоюя, Лай Чансина, Лань Фу, Сяо Цзуокиня, Е Чжэюня, Чэнь Ситуна, Тянь Фэншаня, Чжу Цзюньи, Чжан Шугуан (сотрудник железной дороги, которому удалось украсть 2,8 миллиарда долларов и перевести их за границу).

### Исследователи
В авторах, писавших о коррупции в Китае, числятся: Лю Биньян, Роберт Чуа, Ли Чжи, Люй Гэнсун, Си Цзиньпин, Цзян Вейпин.

### Информаторы
Строгий контроль, установленный китайским правительством в отношении средств массовой информации, ограничивает выявление и сообщение о коррупции в Китае. Тем не менее, были случаи, когда разоблачители, такие как Го Вэньгуй, сообщали о коррупции в Китае.

### Антикоррупционные организации
- Исследовательский центр власти и борьбы с коррупцией[англ.]
- Международная ассоциация органов по борьбе с коррупцией[англ.] в Пекине
- Кампания против трёх и пяти пороков[англ.]
- Центральная комиссия КПК по проверке дисциплины
- Национальная наблюдательная комиссия[англ.]
- Независимая комиссия по борьбе с коррупцией (Гонконг)[англ.]
- Комиссия по борьбе с коррупцией (Макао)[англ.]

### Инциденты
- Протесты вкладчиков в Хэнани (2022)
- Шанхайский пенсионный скандал[англ.]
- Коррупционный скандал в школах Сычуани[англ.]
- Чунцинские судебные процессы над преступными бандами[англ.]
- Скандалы с С-чипами

### Общество
- Гуаньси
- Смертная казнь в Китае
- Голые чиновники
- Проституция в Китае
- Правоохранительные органы в Китае[англ.]
- Пенитенциарная система в Китае[англ.]

### Международный индекс коррупции
- Список стран по индексу восприятия коррупции